# Matteo Sanmicheli

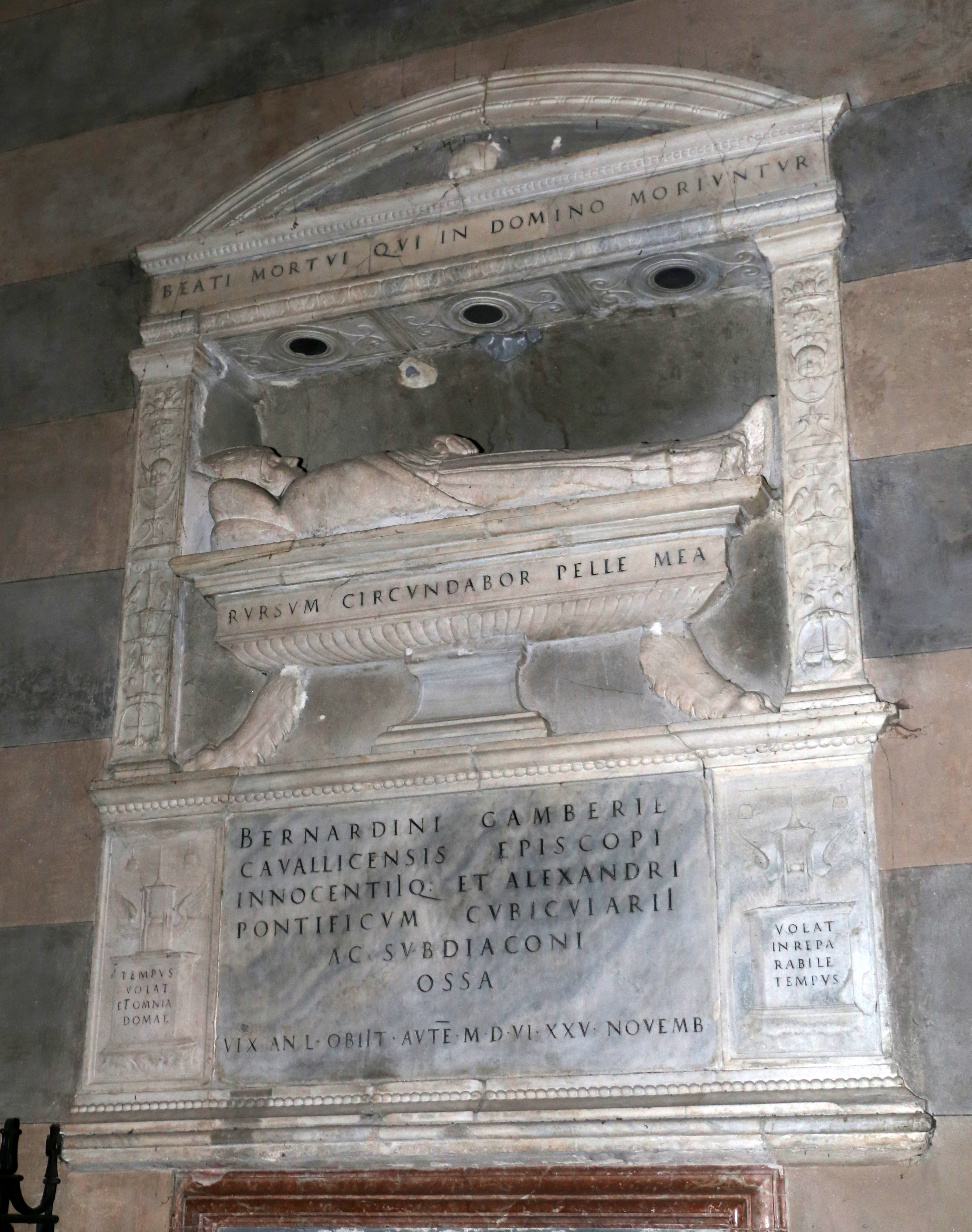
Sepolcro di Bernardino Gambera, 1510, nel Duomo di Casale Monferrato

Matteo Sanmicheli (Porlezza, 1480 – ...) è stato uno scultore italiano.

## Biografia
Attivo fino al 1528, si forma tra Verona, dove nei decenni successivi opera il cugino architetto militare Michele Sanmicheli, e la Certosa di Pavia, dove a contatto con Benedetto Briosco sviluppa un linguaggio protoclassico.
Nel 1510 è a Casale Monferrato dove realizza il monumento funebre per Bernardino Gambera e quello per Maria di Serbia Paleologa nella soppressa chiesa di San Francesco.
Lavora anche a Milano dove nel 1517 realizza la tomba di Alessandro Pusterla nella Chiesa di San Marco.
La committenza per la tomba Tibaldeschi, primo vescovo di Casale Monferrato, lo riporta nella città piemontese dove nel 1522 realizza la tomba di Benvenuto San Giorgio da Biandrate in San Domenico.
Sempre in Piemonte sarà l'artefice nel 1525 della costruzione della Cappella del Santissimo Sacramento presso San Silvestro a Torino, andata distrutta insieme alla chiesa, e del portale in marmo bianco della cappella funebre dedicata a Galeazzo Cavassa, nella Chiesa di San Giovanni a Saluzzo, per il quale realizzerà anche il portale di Casa Cavassa. Sempre a Torino è sua opera il monumento funebre al vescovo Claudio di Seyssel, sito nel Duomo della capitale piemontese.
Il suo è uno stile protoclassico, che addolcisce la vena espressionistica della scultura lombarda degli anni 80 del Quattrocento. Frequente nelle sue opere è il ricorso ad inserti di pietre colorate che testimoniano la sua formazione veneta.